# タブラス島
タブラス島（タブラスとう）は、フィリピン・ロンブロン州を構成するひとつの島である。
港町としてオジョンガン (Odiongan) があり、マニラなどからの舟はここの港に着く。
このオジョンガンがこの島でも一番大きな街のようである。